# Erich Korbel
Erich Korbel (* 7. Juli 1941 in Wien; † 4. Januar 2023 in Gloggnitz) war ein österreichischer Eisschnellläufer.
Korbel nahm an den Olympischen Winterspielen 1964 in Innsbruck am 1500-Meter-Lauf teil, wobei er aber disqualifiziert wurde. Bei österreichischen Meisterschaften errang er zweimal den zweiten (1967, 1968) und einmal den dritten Platz (1966). In der Saison 1967/68 belegte er bei der Winter-Universiade 1968 in Innsbruck den 17. Platz über 500 m, den 15. Rang über 1500 m sowie den 11. Platz über 3000 m und bei den Olympischen Winterspielen 1968 in Grenoble den 43. Platz über 1500 m sowie den 37. Rang über 5000 m. Nach seiner Karriere war er als Trainer tätig.

## Persönliche Bestzeiten
| Disziplin | Zeit         | Datum             | Ort                  |
| --------- | ------------ | ----------------- | -------------------- |
| 500 m     | 44,30 s      | 11. Januar 1969   | Madonna di Campiglio |
| 1000 m    | 1:29,40 min  | 17. Januar 1968   | Cortina d’Ampezzo    |
| 1500 m    | 2:14,50 min  | 7. Januar 1968    | Innsbruck            |
| 3000 m    | 4:47,60 min  | 16. Dezember 1967 | Cortina d’Ampezzo    |
| 5000 m    | 8:13,80 min  | 7. Dezember 1968  | Inzell               |
| 10000 m   | 17:34,50 min | 7. Januar 1968    | Innsbruck            |